# Onderduikershol (Diever)

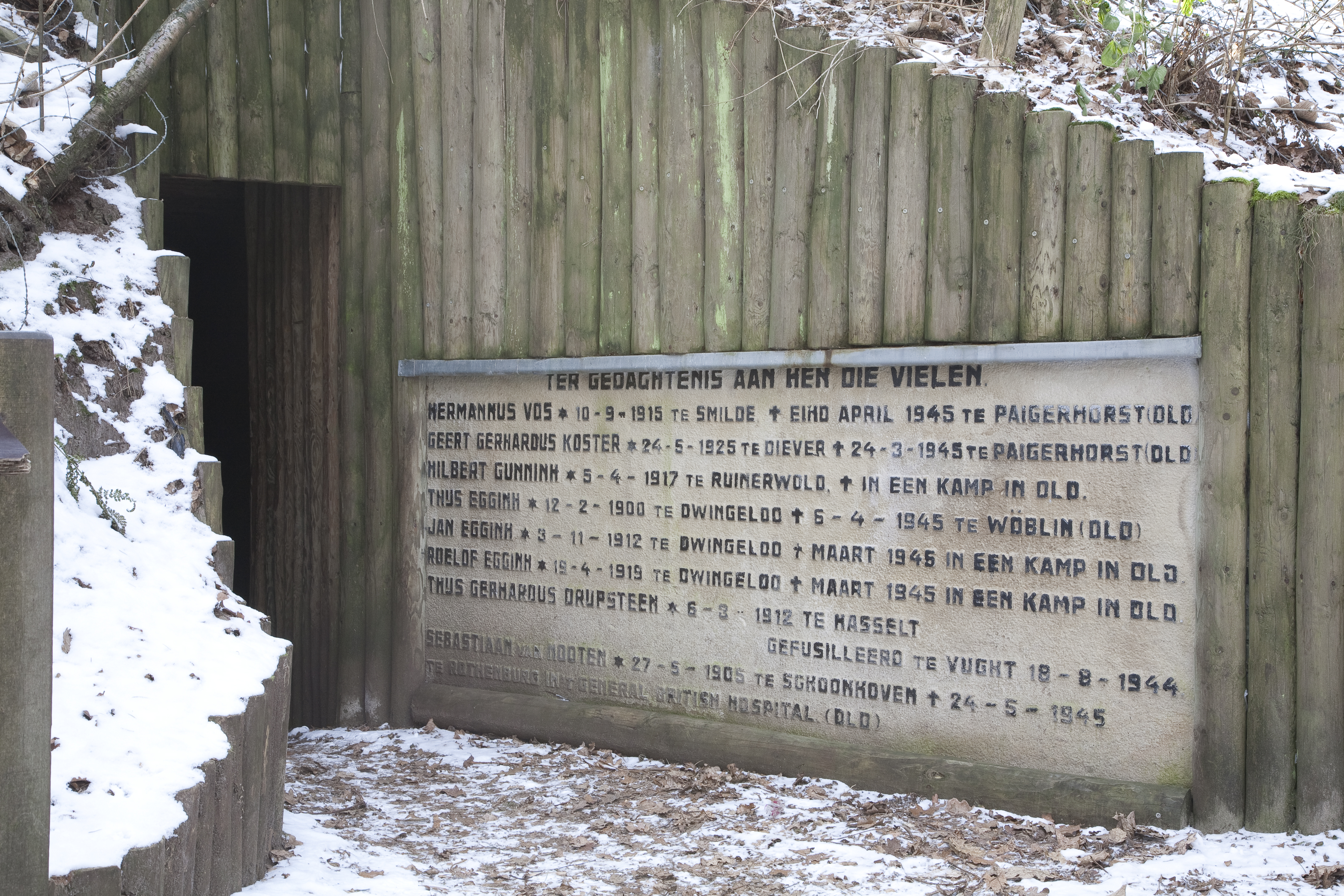
Ingang van het onderduikershol met gedenksteen

Het onderduikershol in de bossen bij Diever was een ondergrondse schuilhut in de Tweede Wereldoorlog, voornamelijk gebruikt door verzetsstrijders en geallieerde piloten om zich te verbergen voor de Duitsers. Het hol werd ook wel De Wigwam genoemd. 
De bouw van het onderduikershol begon in 1943, enkele maanden later was het gereed. In de buurt van het hol werden de bevolkingsregisters van Diever en Dwingeloo verstopt. Eind 1944 werd het hol ontdekt door de Duitsers, de op dat moment aanwezige bewoners werden aangehouden en het onderduikershol werd opgeblazen. 
Na de oorlog werd de hut zoveel mogelijk in de oude staat hersteld, en kwam er een gedenksteen met namen van de acht slachtoffers. Daarna werd de hut in de loop der jaren door Natuurmonumenten en de Historische Vereniging Diever diverse malen gerestaureerd: in 1954, 1994 en 2022.